# Mesuji Jaya
Mesuji Jaya is een bestuurslaag in het regentschap Ogan Komering Ilir van de provincie Zuid-Sumatra, Indonesië. Mesuji Jaya telt 2165 inwoners (volkstelling 2010).